# Lāfīk
Lāfīk (persiska: لافيك, لافينك) är en ort i Iran.   Den ligger i provinsen Hormozgan, i den sydöstra delen av landet, 1 300 km sydost om huvudstaden Teheran. Lāfīk ligger 16 meter över havet och antalet invånare är 221.
Terrängen runt Lāfīk är platt åt sydost, men åt nordväst är den kuperad. Havet är nära Lāfīk åt sydväst.Runt Lāfīk är det mycket glesbefolkat, med 7 invånare per kvadratkilometer. Närmaste större samhälle är Jāsk, 14,2 km söder om Lāfīk. Trakten runt Lāfīk är ofruktbar med lite eller ingen växtlighet.